# Thee Hypnotics
Thee Hypnotics waren eine Rockband aus London.

## Geschichte
Die Band gründete sich 1987 in High Wycombe. Die Band bestand aus Jim Jones (Gesang), Ray Hanson (Gitarre, später Craig Pike und Robert Zyn), Will Pepper (Bass, 1987–1988 Chris Dennis) und Phil Smith (Schlagzeug, 1987–1989 Mark Thompson). Sie orientierte sich an Detroit-Rock-Bands wie The Stooges und MC5 und den härteren und psychedelischen Rockgruppen der 1960er Jahre und wurden in England im Zuge der aufkommenden Grunge-Welle Ende der 1980er Jahre im Underground populär.
Der Radio-DJ John Peel nahm mit der Band eine Session auf und das Label Sub Pop veröffentlichte ihre Debüt-LP in den Vereinigten Staaten. Dort tourten sie und wurden von Grunge- und Sub-Pop-Produzent Jack Endino übernommen, der ihre zweite LP Come Down Heavy produzierte, die beim Major-Label RCA erschien. Gastauftritte auf dieser Platte hatten Phil May und Dick Taylor von den Pretty Things. Ein schwerer Autounfall während der Nordamerika-Tour zur Promotion des Albums führte zu einer Zwangspause. Ein Jahr später veröffentlichte die Band ihr drittes Album Soul Glitter & Sin und holten mit Craig Pike von Iggy Pop einen zweiten Gitarristen in die Gruppe, der allerdings 1992 an einer Überdosis starb. Eine letzte Veröffentlichung folgte 1994 mit dem von Black-Crowes-Sänger Chris Robinson produzierten The Very Crystal Speed Machine, die auf Rick Rubins Label Def American erschien. Nachdem auch diese Platte nicht den erhofften Durchbruch gebracht hatte, löste sich die Band 1994 auf, spielte Ende der 1990er Jahre noch einige Konzerte in Europa und trennte sich danach endgültig. Bassist Will Pepper wechselte zu Hurricane No. 1, Jim Jones gründete Black Moses und präsentiert seit 2006 seine Jim Jones Revue.

## Alben
- Live´r Than God! (1989, Situation Two)
- Liver Than God US Version + Singles (1990, Sub Pop)
- Come Down Heavy (1990, Beggars Banquet/RCA)
- Soul Glitter & Sin (1991, RCA)
- The Very Crystal Speed Machine (1994, Def American)